# ムルフィンゲン
ムルフィンゲン (ドイツ語: Mulfingen) は、ドイツ連邦共和国バーデン＝ヴュルテンベルク州ホーエンローエ郡に属す町村（以下、本項では便宜上「町」と記述する）で、キュンツェルザウの北東約10kmに位置する。

## 地理

### 位置
ムルフィンゲンは、標高250mから459mのヤクスト川の渓谷に位置している。

### 自治体の構成
ムルフィンゲンは、ムルフィンゲン自身の他、かつては独立した自治体であったアイルリンゲン、ブーヒェンバッハ、エバーバッハ、ホレンバッハ、ヤクストベルク、ジムプレヒツハウゼン、ツァイゼンハウゼンがそれぞれ地区を形成している。また、全部で27の居住区がある、

## 歴史
ムルフィンゲンは、980年に初めて文献上で言及されている。1479年にこの村は市場の開催権を得た。1802年にはホーエンローエ＝バルテンシュタイン伯領となった。ライン同盟の時代にホーエンローエ家領は、その独立性を失い、ムルフィンゲンは1806年にヴュルテンベルク王国領となった。

### 町村合併
- 1971年7月1日: ヤクストベルクが編入
- 1972年4月1日: アイルリンゲンが編入
- 1973年1月1日: ツァイゼンハウゼンが編入
- 1975年1月1日: ムルフィンゲンがブーヒェンバッハ、エバーバッハおよびホレンバッハが合併して新しいムルフィンゲンが創設され、同時にジムプレヒツハウゼンが編入された

## 行政

### 議会
この町の議会は19議席からなる。

## 経済と社会資本
ムルフィンゲンで最も大きな地元企業は、ファンモーターメーカーの世界企業 ebm-papst Mulfingen GmbH & Co. KGである。2005/2006年のebm-papst-グループは世界中で8,600人の従業員がおり、そのうち2,200人がムルフィンゲンで働いている。その売り上げは、9億5,000万ユーロに及ぶ。
ホレンバッハ地区には、ドイツで2番目に大きなスポーツ・ユニフォームおよびスポーツ用品製造業者のヤコ AGが存在する。

## 引用
1. ↑  Statistisches Landesamt Baden-Württemberg – Bevölkerung nach Nationalität und Geschlecht am 31. Dezember 2023 (CSV-Datei)
2. ↑  “Hohenlohekreis | Mulfingen”. 2020年8月9日閲覧。